# Future Nostalgia (Anti Atlas)
Future Nostalgia is het debuut van Anti Atlas, dat uitkwam in 2003. Het bevat loungemuziek. Naast de kern van de band die gevormd wordt door Bigham en Hufford speelt een aantal gastmusici mee.

## Musici
- Ned Bigham en Chirs Hufford – alle instrumenten en samples
- Ely Gregory – zang behalve (3) en (8)
- Carmen Ejogo – zang (8)
- Nicky Leighton-Thomas- zang (3)
- Jesse Durkan – hoorn
- Robin Millar – gitaar op (3) en (8)
- Andy Lovegrove - achtergrondzang
- Steve Marston – saxofoon en dwarsfluit op (2) en (8)

## Composities
1. I can’t wait (4:22)
2. Eucalyptus (5:18)
3. Honeysuckle Rose (4:35)
4. Stratus (4;11)
5. Caves (4:43)
6. Musicbox (5;20)
7. Clouds (3 :51)
8. Needed to feel right (6 :22)
9. Lifelong friend (4:03)